# Jean-Félicité-Théodore Ortolan
Jean-Félicité-Théodore Ortolan (* 12. Januar 1808 in Toulon; † 1874) war ein französischer Seerechtsexperte und Marineoffizier.
Der Bruder des Juristen Joseph-Louis-Elzéar Ortolan trat 1822 in die Marine ein. 1848 wurde er zum Fregattenkapitän (Capitaine de Frégate) ernannt, von 1862 bis zu seiner Pensionierung 1868 hatte er den Rang eines Kapitän zur See (Capitaine de Vaisseau) inne.
1845 veröffentlichte er ein Standardwerk des internationalen Seerechtes, die zweibändigen Règles Internationales et Diplomatie de la Mer, die in mehreren überarbeiteten und aktualisierten Auflagen erschienen. 1859 veröffentlichte er die Lettres inédites du bailli de Suffren.